# 青森県第4区
青森県第4区（あおもりけんだい4く）は、日本の衆議院議員総選挙における選挙区。1994年（平成6年）の公職選挙法改正で設置。2017年（平成29年）の公職選挙法改正で廃止。

## 区域
2017年（平成29年）の公職選挙法改正で廃止され、廃止後は青森市（旧浪岡町域）を除く地域が3区へ移行し、青森市（旧浪岡町域）は1区へ移行した。
2013年（平成25年）公職選挙法改正から2017年の小選挙区改定までの区域は以下のとおりである。
- 青森市（旧浪岡町域）
- 弘前市
- 黒石市
- つがる市
- 平川市
- 西津軽郡
- 中津軽郡
- 南津軽郡

1994年（平成6年）公職選挙法改正から2013年の小選挙区改定までの区域は以下のとおりである。
- 弘前市
- 黒石市
- 西津軽郡
- 中津軽郡
- 南津軽郡

## 歴史
旧青森2区は、北津軽郡、五所川原市を含んでいた。田沢吉郎、竹内黎一、木村守男の保守系候補に革新系候補津川武一、山内弘などが食い込む状況であった。
小選挙区制度になり、1回目は新進系の木村守男は知事選出馬により、息子木村太郎に地盤を継承。自民の田沢、竹内は年齢の問題もあり、津島恭一に地盤を継承し、比例単独出馬をするが、コスタリカ方式をとらなかったために、比例順位が低く設定され、両者落選即引退となる。なおこの選挙で太郎が当選したため、自民党は選挙区での議席を完全に失った。
その後、新進党の解党に伴って太郎が自民党へ移籍したため、2000年は津島が比例単独候補として立候補するも落選。その後、御法川英文の死去による繰り上げ当選でようやく議員となる。2003年は太郎は安定した地盤で選挙区圧勝、いっぽう議員となり上位搭載となった津島は比例当選。しかし2005年の郵政民営化選挙では、民営化に反対した津島が、国民新党へ鞍替えしたため、選挙区での久々の選挙になるものの、選挙区で確実に当選を積み重ねた太郎に完敗、比例復活もできなかった。
2009年は自民党に全国的な逆風が吹き荒れるなか、なんとか太郎が逃げ切ったものの民主党に移籍した津島に初めて比例復活を許した。だが2012年には太郎が7万票近い大差をつけて圧勝し、津島はあえなく落選した。
2014年、民主党を離党した津島は出馬せず、太郎が圧勝した。
2017年7月16日、改正公職選挙法の施行によって次期衆院選より廃止されることが決定した。
7月25日に太郎が死去し、10月22日に補欠選挙で最後の選出議員が選挙される予定であったが、9月28日の衆議院解散（国難突破解散）により補欠選挙が総選挙に統合されたため、当区は欠員のまま廃止されることとなった。ただし旧4区の区域はほぼそのまま青森県第3区に移行して選挙が行われた。

## 小選挙区選出議員
| 選挙名                 | 年     | 当選者   | 党派       | 備考                                      |
| ---------------------- | ------ | -------- | ---------- | ----------------------------------------- |
| 第41回衆議院議員総選挙 | 1996年 | 木村太郎 | 新進党     |                                           |
| 第42回衆議院議員総選挙 | 2000年 | 木村太郎 | 自由民主党 |                                           |
| 第43回衆議院議員総選挙 | 2003年 | 木村太郎 | 自由民主党 |                                           |
| 第44回衆議院議員総選挙 | 2005年 | 木村太郎 | 自由民主党 |                                           |
| 第45回衆議院議員総選挙 | 2009年 | 木村太郎 | 自由民主党 |                                           |
| 第46回衆議院議員総選挙 | 2012年 | 木村太郎 | 自由民主党 |                                           |
| 第47回衆議院議員総選挙 | 2014年 | 木村太郎 | 自由民主党 | ※在職中死去、解散したため補欠選挙はなし。 |

## 選挙結果
時の内閣：第2次安倍改造内閣 解散日：2014年11月21日 公示日：2014年12月2日
当日有権者数：30万421人 最終投票率：45.55%（前回比：7.86%） （全国投票率：52.66%（6.66%））
| 当落 | 候補者名 | 年齢 | 所属党派   | 新旧 | 得票数   | 得票率 | 惜敗率 | 推薦・支持 | 重複 |
| ---- | -------- | ---- | ---------- | ---- | -------- | ------ | ------ | ---------- | ---- |
| 当   | 木村太郎 | 49   | 自由民主党 | 前   | 79,156票 | 59.47% | ――     | 公明党     | ○    |
|      | 山内崇   | 59   | 民主党     | 新   | 38,106票 | 28.63% | 48.14% |            | ○    |
|      | 千葉浩規 | 59   | 日本共産党 | 新   | 15,831票 | 11.89% | 20.00% |            |      |

時の内閣：野田第3次改造内閣 解散日：2012年11月16日 公示日：2012年12月4日
当日有権者数：30万4989人 最終投票率：53.41%（前回比：16.51%） （全国投票率：59.32%（9.96%））
| 当落 | 候補者名 | 年齢 | 所属党派   | 新旧 | 得票数    | 得票率 | 惜敗率 | 推薦・支持 | 重複 |
| ---- | -------- | ---- | ---------- | ---- | --------- | ------ | ------ | ---------- | ---- |
| 当   | 木村太郎 | 47   | 自由民主党 | 前   | 104,544票 | 66.47% | ――     |            | ○    |
|      | 津島恭一 | 58   | 民主党     | 前   | 35,141票  | 22.34% | 33.61% |            | ○    |
|      | 千葉浩規 | 51   | 日本共産党 | 新   | 17,594票  | 11.19% | 16.83% |            |      |

時の内閣：麻生内閣 解散日：2009年7月21日 公示日：2009年8月18日
当日有権者数：31万1445人 最終投票率：69.92%（前回比：5.19%） （全国投票率：69.28%（1.77%））
| 当落 | 候補者名 | 年齢 | 所属党派   | 新旧 | 得票数    | 得票率 | 惜敗率 | 推薦・支持 | 重複 |
| ---- | -------- | ---- | ---------- | ---- | --------- | ------ | ------ | ---------- | ---- |
| 当   | 木村太郎 | 44   | 自由民主党 | 前   | 112,563票 | 52.59% | ――     |            | ○    |
| 比当 | 津島恭一 | 55   | 民主党     | 元   | 97,747票  | 45.67% | 86.84% |            | ○    |
|      | 石田昭弘 | 50   | 幸福実現党 | 新   | 3,719票   | 1.74%  | 3.30%  |            |      |

- 石田は2014年に行われた平川市議会補欠選挙に無所属で立候補し、当選。

時の内閣：第2次小泉改造内閣 解散日：2005年8月8日 公示日：2005年8月30日
当日有権者数：31万9836人 最終投票率：64.73%（前回比：9.19%） （全国投票率：67.51%（7.65%））
| 当落 | 候補者名 | 年齢 | 所属党派   | 新旧 | 得票数    | 得票率 | 惜敗率 | 推薦・支持 | 重複 |
| ---- | -------- | ---- | ---------- | ---- | --------- | ------ | ------ | ---------- | ---- |
| 当   | 木村太郎 | 40   | 自由民主党 | 前   | 113,704票 | 55.89% | ――     |            | ○    |
|      | 渋谷修   | 55   | 民主党     | 元   | 41,489票  | 20.39% | 36.49% |            | ○    |
|      | 津島恭一 | 51   | 国民新党   | 前   | 38,027票  | 18.69% | 33.44% |            | ○    |
|      | 船水奐彦 | 59   | 日本共産党 | 新   | 10,222票  | 5.02%  | 8.99%  |            |      |

時の内閣：第1次小泉第2次改造内閣 解散日：2003年10月10日 公示日：2003年10月28日
当日有権者数：32万830人 最終投票率：55.54%（前回比：3.46%） （全国投票率：59.86%（2.63%））
| 当落 | 候補者名 | 年齢 | 所属党派   | 新旧 | 得票数    | 得票率 | 惜敗率 | 推薦・支持 | 重複 |
| ---- | -------- | ---- | ---------- | ---- | --------- | ------ | ------ | ---------- | ---- |
| 当   | 木村太郎 | 38   | 自由民主党 | 前   | 110,675票 | 63.63% | ――     |            | ○    |
|      | 渋谷修   | 53   | 民主党     | 元   | 40,864票  | 23.49% | 36.92% |            | ○    |
|      | 遠藤節子 | 59   | 日本共産党 | 新   | 13,524票  | 7.78%  | 12.22% |            |      |
|      | 井上浩   | 51   | 社会民主党 | 新   | 8,864票   | 5.10%  | 8.01%  |            | ○    |

- 渋谷は中選挙区制の頃は旧東京9区、小選挙区制移行後の96年、2000年の選挙は東京11区で活動をしていた。

時の内閣：第1次森内閣 解散日：2000年6月2日 公示日：2000年6月13日
当日有権者数：32万1554人 最終投票率：59.00%（前回比：2.90%） （全国投票率：62.49%（2.84%））
| 当落 | 候補者名   | 年齢 | 所属党派   | 新旧 | 得票数    | 得票率 | 惜敗率 | 推薦・支持 | 重複 |
| ---- | ---------- | ---- | ---------- | ---- | --------- | ------ | ------ | ---------- | ---- |
| 当   | 木村太郎   | 34   | 自由民主党 | 前   | 126,056票 | 68.98% | ――     |            | ○    |
|      | 田沢摩希子 | 31   | 社会民主党 | 新   | 36,354票  | 19.89% | 28.84% |            | ○    |
|      | 遠藤節子   | 56   | 日本共産党 | 新   | 20,334票  | 11.13% | 16.13% |            |      |

時の内閣：第1次橋本内閣 解散日：1996年9月27日 公示日：1996年10月8日
当日有権者数：31万7873人 最終投票率：61.90% （全国投票率：59.65%（8.11%））
| 当落 | 候補者名   | 年齢 | 所属党派   | 新旧 | 得票数    | 得票率 | 惜敗率 | 推薦・支持 | 重複 |
| ---- | ---------- | ---- | ---------- | ---- | --------- | ------ | ------ | ---------- | ---- |
| 当   | 木村太郎   | 31   | 新進党     | 新   | 101,059票 | 52.45% | ――     |            |      |
|      | 津島恭一   | 42   | 自由民主党 | 新   | 70,590票  | 36.64% | 69.85% |            | ○    |
|      | 木村昭四郎 | 69   | 日本共産党 | 新   | 21,034票  | 10.92% | 20.81% |            |      |